# Maria Ekman (donator)
Maria Amelie Albinia Ekman, född Lavonius den 24 januari 1846 i Stockholm, död där den 30 oktober 1915, var en svensk filantrop och donator. 

## Biografi
Maria Ekman var dotter till finländske guvernören Alexander Lavonius och Sophia Rosina von Haartman. Hon växte upp i Finland, gick skola i Schweiz och återvände till Finland vid femton års ålder 1861.
1865 gifte sig Maria Ekman med Ernst Linder. Efter att ha blivit änka 1868 fick hon ekonomiska svårigheter och år 1870 flyttade hon till Stockholm, där hon kom att tillbringa merparten av sitt återstående liv. Hon gifte sig 1872 med Oscar Ekman. Under sitt andra äktenskap började hon gemensamt med maken att ägna sig åt välgörenhet, och sedan hon för andra gången blev änka 1907 ägnade hon sig helt åt denna verksamhet. 
Bland hennes donationer märks en professur i ortopedi vid Karolinska institutet, medel till Göteborgs högskola och till Tärna folkhögskola, ett observatorium till Lundsbergs skola, ett elevhem och en pensionsfond, Vita bandets nykterhetsrestaurang vid Värtan och Ekmanska sjukhuset i Örgryte. 
Bland organisationer som regelbundet fick bidrag märks Konsertföreningen i Stockholm, Eugeniahemmet, Föreningen för välgörenhetens ordnande, De blindas förening, K.F.U.M. och K.F.U.K., Kungsholms ungdomsklubb, arbetsstugor, kolonier, sjukhem, sanatorier, Frälsningsarmén (särskilt slumsystrarna), diakonissorna, Stockholms stadsmission, Röda korset, Drottningens centralkommitté, Cancerföreningen, lärarinnehem, Sophiahemmet, Stockholms högskola, soldathemmen och F-båtsinsamlingen.
En socialistledare ska en gång ha sagt till henne: 
"Fru konsulinna, Ni är en farlig motståndare! Om alla kapitalister vore av samma slag som Ni, då funnes inga socialister."
Maria Ekman var mor till Ernst Linder och Alba Ekman, gift med Karl Langenskiöld. Maria Ekman är begravd på Örgryte gamla kyrkogård.